# Gustav von Bezold (Ministerialbeamter)

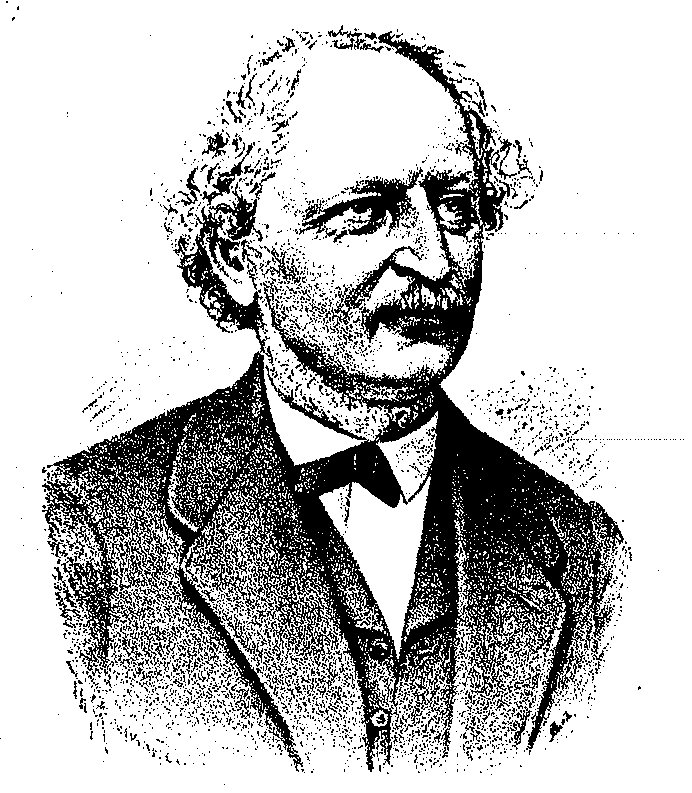
Gustav von Bezold

Gustav Bezold, ab 1840 Ritter von Bezold, (* 23. November 1810 in Ansbach; † 14. November 1885 in München) war ein königlich bayerischer Regierungsbeamter und Gründungspräsident des Deutschen Alpenvereins (DAV).

## Familie
Bezold war Spross einer schon im 14. Jahrhundert weit verzweigten unterfränkischen Familie, der Rothenburger Patrizierfamilie Bezold. Er war der Sohn des Daniel Gustav von Bezold (1783–1870), Geheimer Rat im bayerischen Ministerium des Äußeren, und der Maria Eva Theresa geb. Boveri (1789–1827).
Gustav von Bezold heiratete am 8. Juni 1847 auf Schloss Harburg Luise Mayer, die Tochter eines fürstlich oettingen-wallersteinschen Beamten.
Der Historiker Friedrich von Bezold war sein Sohn, der Physiker Wilhelm von Bezold sein Stiefbruder.

## Laufbahn
Im Jahr 1831 war Bezold der Verantwortliche Referent für Statistik in der Polizeisektion des königlich bayerischen Staatsministerium des Innern.
Bezold wurde am 2. Januar 1840 mit Verleihung des Verdienstordens der Bayerischen Krone in den persönlichen bayerischen Adelsstand erhoben, erhielt drei Jahre später am 9. März 1843 in München als königlich bayerischer Ministerialrat im Ministerium des Königlichen Hauses und des Äußeren die bayerische Adelsanerkennung (erblicher Adelsstand) mit Immatrikulation in die bayerische Adelsmatrikel am 19. Mai 1843.
Um das Jahr 1864 war Gustav von Bezold Ministerialrat im königlich bayerische Staatsministerium des Innern. Zuletzt war er Ministerialrat im königlich bayrischen Kultusministerium.

## Alpenverein
Bezold war Gründungs-Präsident des Deutschen Alpenvereins von 1869 bis 1870 und Leitender Vorstand der Alpenvereins-Sektion München von 1869 bis 1875.
Auf seine Anregung hin wurde 1883 auf dem Toten Mann, einem Aussichtsberg bei Ramsau in den Berchtesgadener Alpen, eine erste Schutzhütte geschaffen. Anlass war, dass Bezold auf einer Wanderung auf den Toten Mann vom Gewitter überrascht wurde und keine Möglichkeit fand, sich irgendwo unterzustellen. Die Hütte gilt als die erste Schutzhütte in den Berchtesgadener Alpen überhaupt und wurde ihm zu Ehren vom Deutschen Alpenverein in „Bezoldhütte“ benannt. Ein Neubau am selben Standort ist bis heute erhalten geblieben.
Bezold hinterließ zahlreiche Zeichnungen und Aquarelle, die er auf seinen Bergtouren schuf. Von ihm stammt auch ein erstes Bergpanorama, das er mit Hilfe der Albertotypie schuf.